# Bacan
Bacan ist eine indonesische Insel im Pazifik. Sie ist die größte der gleichnamigen Bacaninseln, einer Inselgruppe im Archipel der Molukken.

## Geographie und Einwohner
Bacan ist eine dicht bewaldete, hügelige und unregelmäßig geformte Insel vulkanischen Ursprungs. Auffallend ist die südöstliche Halbinsel, welche nur über eine kleine Landenge vom Nordwestteil der Insel getrennt wird. Die Insel ist geprägt von Vulkanen, darunter dem Amasing. Im Tieflandregenwald und im Bergwald über 700 Meter leben einige endemische Vogelarten. Auf Bacan wurde 1859 die Megachile pluto, die größte Bienenart der Welt entdeckt.
Die Insel liegt etwa 20 Kilometer vor der Küste der südlichen Halbinsel der Insel Halmahera. Bacans Landfläche beläuft sich auf rund 1.900 km². Der höchste Punkt ist der Labua mit etwa 2111 m über Meeresniveau. Eine 900 m hohe Halbinsel im Südosten ist durch eine Landenge abgetrennt.
Auf Bacan leben schätzungsweise 13.000 Menschen. Besiedelt sind vornehmlich die Gebiete der Nord- und Nordostküsten von Bacan. Der größte Ort ist Labuha, der in einer Bucht an der Westküste liegt.

## Wirtschaft und Verkehr
Im Landesinnern wird Holz eingeschlagen, das exportiert wird. Für den Eigenbedarf werden Reis und Tabak angebaut. Von Labuha aus bestehen Schiffsverbindungen unter anderem zur Insel Obi im Süden und bis nach Ternate im Norden.